# Lied der Arbeit (Glaskunstwerk)

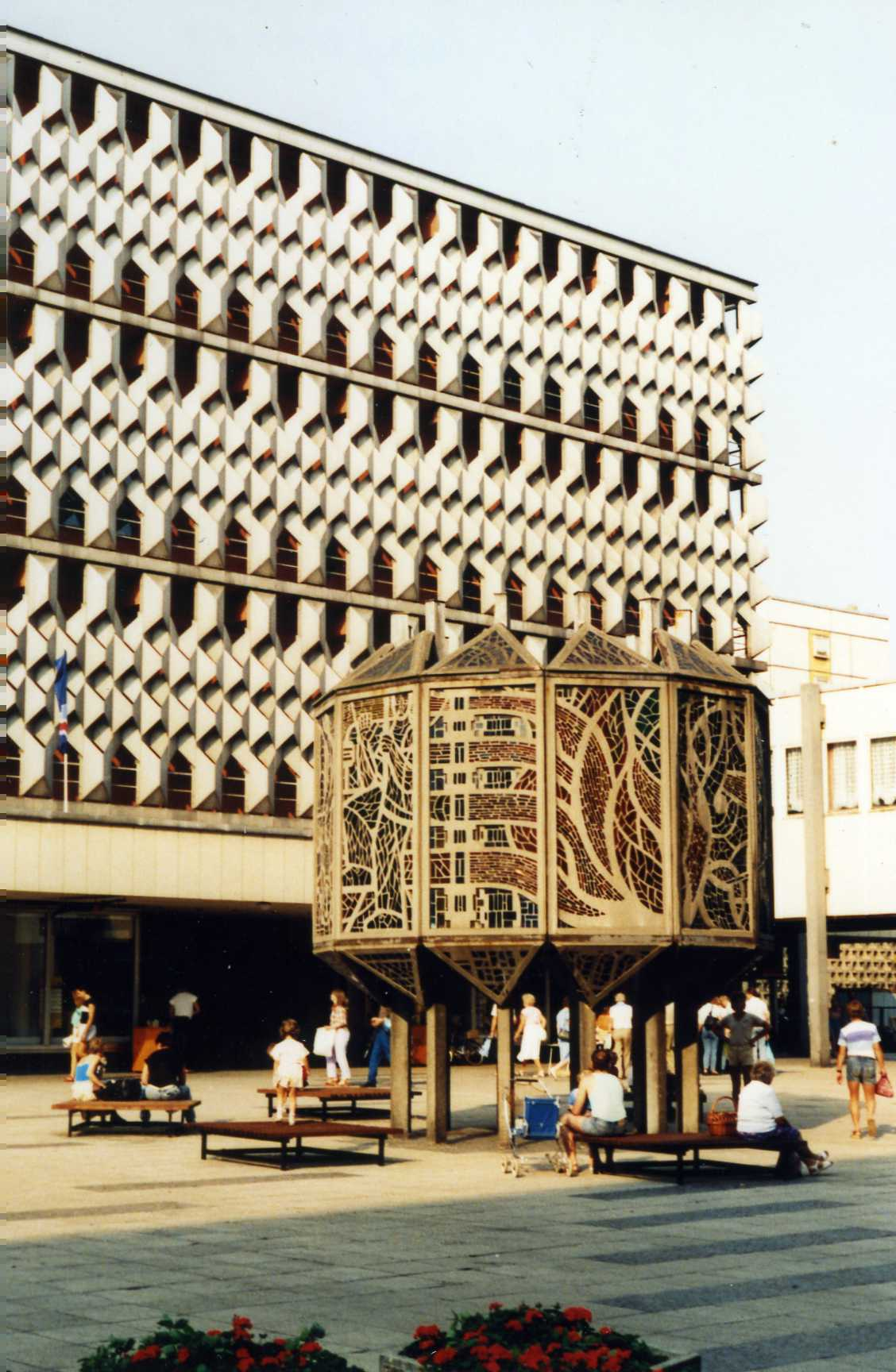
Lied der Arbeit vor dem Centrum Warenhaus, 1988

Das Lied der Arbeit war ein Glaskunstwerk in Magdeburg in Sachsen-Anhalt.

## Lage
Das Kunstwerk befand sich westlich des Breiten Wegs in der Magdeburger Altstadt, im Bereich zwischen Centrum Warenhaus und dem Blauen Bock.

## Geschichte und Gestaltung
Das Glaskunstwerk entstand in den Jahren 1972/1973 nach einem Entwurf von Reginald Richter. Es war 6,50 Meter hoch und umschloss mit Betonfeldern, in die Glaselemente mit zum Teil figürlichen Darstellungen eingearbeitet waren, zehneckig einen begehbaren Innenbereich. Der Durchmesser betrug 5,50 Meter. Gefasst war die Struktur von Stahlelementen. Hintergrund der räumlichen Anlage der Glaselemente war, dass die Glaskunst für ihre Wirkung Gegenlicht benötigt. Durch die räumliche Struktur bestand tagsüber im Inneren Gegenlicht. Nachts konnte durch eine Beleuchtung im Inneren nach außen Gegenlicht geschaffen werden. Nur so konnte die Glaskunst, für die Magdeburg ein Zentrum war, außerhalb eines Gebäudes eingesetzt werden. 
Eine ursprüngliche Planung, direkt angrenzend ein Café als Anbau an das Centrum Warenhaus zu schaffen, wurde nicht umgesetzt.
Im Jahr 1995 wurde das Lied der Arbeit abgerissen.